# Kim Moo-kyo
Kim Moo-kyo (kor. 김무교; ur. 27 sierpnia 1975) – południowokoreańska tenisistka stołowa, brązowa medalistka olimpijska, medalistka mistrzostw świata i igrzysk azjatyckich.
Dwukrotnie uczestniczyła w letnich igrzyskach olimpijskich. W 1996 roku na igrzyskach olimpijskich w Atlancie zajęła czwarte miejsce w grze podwójnej (wspólnie z Park Kyung-ae). Cztery lata później na igrzyskach w Sydney zdobyła brązowy medal olimpijski w tej samej konkurencji (wspólnie z Ryu Ji-hye).
W latach 1993–2001 zdobyła pięć medali mistrzostw świata (dwa srebrne i trzy brązowe), w latach 1994–2002 jeden srebrny i trzy brązowe medale igrzysk azjatyckich, a w latach 1998–2000 cztery medale mistrzostw Azji (dwa srebrne i dwa brązowe).